# Zaine Francis-Angol
Zaine Francis-Angol (* 30. Juni 1993 in London) ist ein in England geborener Fußballspieler, der für die Nationalmannschaft von Antigua und Barbuda spielte. Im Verein steht bei Accrington Stanley in England unter Vertrag.

## Vereinskarriere
Zaine Francis-Angol begann seine Karriere im Alter von neun Jahren bei Tottenham Hotspur in seiner Heimatstadt London. Von dort wechselte er im Juli 2011 zum FC Motherwell in deren Jugend. Durch seine guten Leistungen in der U-20-Mannschaft der Steelmen´s bekam Francis-Angol, der sowohl in der Abwehr als auch im Mittelfeld spielen kann, zu Beginn der Spielzeit 2012/13 seinen ersten Profivertrag. Sein Profidebüt gab er im August 2012 in der 3. Qualifikationsrunde der Champions League gegen Panathinaikos Athen, als er für Adam Cummins ins Spiel kam. Das Debüt in der Scottish Premier League machte er im Auswärtsspiel gegen den FC Kilmarnock.
Seit 2015 spielte er bei diversen unterklassigen Vereinen in England. Kidderminster Harriers, AFC Fylde und aktuell Drittligist Accrington Stanley waren seine weiteren Stationen.

## Nationalmannschaft
Aufgrund dessen, dass die Mutter von Zaine Francis-Angol aus Antigua und Barbuda stammt, wurde der gebürtige Engländer im August 2012 in die Nationalmannschaft der Karibik-Inseln berufen. Unter Nationaltrainer Benjamin Rowan debütierte Francis-Angol in der Qualifikation für die Weltmeisterschaft 2014 gegen Guatemala in Guatemala-Stadt, bei der 1:3-Niederlage wurde er nach 81 Spielminuten durch Moses Ashikodi ersetzt. Seinen zweiten Einsatz im Nationaltrikot gab er im Rückspiel gegen Guatemala im heimischen Sir Vivian Richards Stadium, wobei er über die gesamten 90 Minuten zum Einsatz kam, die 0:1-Niederlage gegen den Favoriten konnte er mit seinem Team allerdings nicht vermeiden.